# Касмалинка
Касмалинка — село в Ребрихинском районе Алтайского края. Входит в состав Боровлянский сельсовет.

## История
Основано в 1922 г. В 1928 году посёлок Касмалинский состоял из 26 хозяйств, основное население — русские. В административном отношении входил в состав Больше-Боровлянского сельсовета Ребрихинского района Барнаульского округа Сибирского края.

## Население
| 1926 | 1997 | 1998 | 1999 | 2000 | 2001 |
| ---- | ---- | ---- | ---- | ---- | ---- |
| 111  | ↗149 | ↘136 | ↘127 | ↘119 | →119 |
| 2002 | 2003 | 2004 | 2005 | 2006 | 2007 |
| ↗120 | ↗127 | ↘117 | ↘113 | ↗118 | ↘114 |
| 2008 | 2009 | 2010 | 2011 | 2012 | 2013 |
| ↗116 | ↘91  | ↗93  | ↘92  | ↗104 | →104 |

Национальный состав
Согласно результатам переписи 2002 года, в национальной структуре населения русские составляли 95 %.